# Wayne County, Utah
Wayne County är ett administrativt område i delstaten Utah, USA, med 2 778 invånare. Den administrativa huvudorten (county seat) är Loa. 
Del av Canyonlands nationalpark och del av Capitol Reef nationalpark ligger i countyt. 

## Geografi
Enligt United States Census Bureau har countyt en total area på 6 388 km². 6 372 km² av den arean är land och 16 km² är vatten. 

### Angränsande countyn
- Emery County, Utah - nord och öst
- Garfield County, Utah - syd
- Piute County, Utah - väst
- San Juan County, Utah - öst
- Sevier County, Utah - nord och väst